# El Pípila

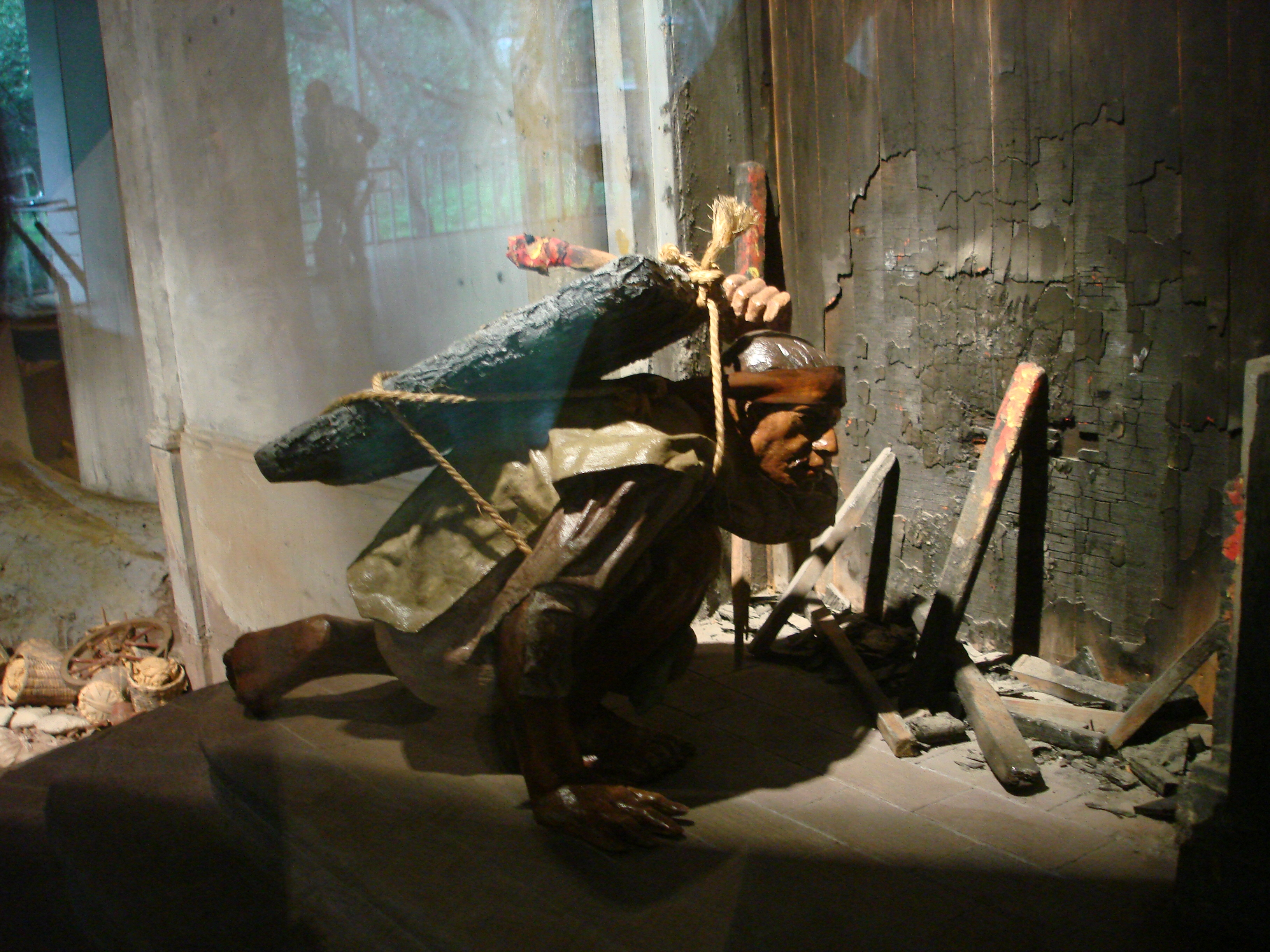
El Pípila

Juan José de los Reyes Martínez Amaro, más conocido como El Pípila (San Miguel de Allende, Guanajuato, 3 de enero de 1782 - ibid., 26 de julio de 1863),fue un minero mexicano, conocido por ser barretero en la mina de Mellado, e insurgente en la Independencia de México. Era hijo de Pedro Martínez y María Rufina Amaro. Estudió en su ciudad natal, pero en su juventud entró a trabajar a las minas de Guanajuato, como barretero y después encargado de un grupo de barreteros, a los que manejaba como jefe inmediato. Fue, según la leyenda, compadre del intendente Riaño, de la Alhóndiga de Granaditas. Formó parte de las filas del ejército de Miguel Hidalgo, y participó en la Toma de la Alhóndiga de Granaditas.Durante su etapa adulta, y ya trabajando en las minas de Guanajuato, Pedro García, que conoció en Guanajuato al Pípila, lo calificaba como «un hombre fuerte, valiente, poseído de una enfermedad silicosa común en las minas como cascado, que sabía leer y escribir; de tipo mestizo, con mucho de indígena otomí o chichimeca, de color de piel clara, pelo lacio y rubio, ojos rasgados y complexión musculosa».
Murió el 25 o 26 de julio de 1863, se dice que a causa del polvo y gases de la mina a la que regresó a trabajar años después.

## Participación en la Independencia de México

### Independentista
Juan José de los Reyes apoyaba la causa independiente, pues en esos tiempos eran rudamente castigados por oponerse al rey Carlos IV (ya no era Carlos IV el rey reinante en España, sino Fernando VII, y este fue en realidad el nombre o grito de viva que el sacerdote Miguel Hidalgo y Costilla pronunció cuando se alzó no contra la Corona española, sino contra la invasión francesa en España al depuesto Rey Fernando VII).

### Toma de la Alhóndiga de Granaditas
Juan José de los Reyes Martínez Amaro decidió unirse a las filas insurgentes, donde conoció a Miguel Hidalgo, con quien participó en la toma de la Alhóndiga de Granaditas, edificación en la que se almacenaban granos para el tiempo de escasez (desde su construcción, se diseñó y funcionó como granero, no como fortaleza[cita requerida]). Todos los embates insurgentes contra la alhóndiga resultaron inútiles, hasta que Hidalgo y los jefes insurgentes opinaron que sólo podría tomarse la alhóndiga si se quemaba su puerta principal, por la cual podrían pasar los asaltantes. Juan José de los Reyes Martínez arengaba a algunos soldados y, según se cuenta, Hidalgo lo llamó y le habló de la necesidad de quemar la puerta. El Pípila dijo que él lo haría, se cubrió la espalda con una Roca y tomando una antorcha encendida de las que usaban los mineros en los túneles y un puñado de varas de ocote, se dirigió a la puerta entre una lluvia de balas, le prendió fuego, y esperó casi siete minutos para que la gran puerta cediera. Así pudo tomarse la Alhóndiga, la guarnición realista y los refugiados españoles en ella fueron masacrados, y asesinaron incluso a mujeres y niños, excepto el intendente Riaño, que había caído en el combate, pese a que intentó, con bandera blanca, rendir la posición, pero no fue respetada esta acción y murió en dicho acto como consecuencia de los disparos de los insurgentes.

### Últimos años
Tras la toma de la Alhóndiga, continuó en su lucha por la Independencia de México, combatiendo al lado de los insurgentes. Sin embargo, se dice que murió el 25 de julio de 1863, en la ciudad de San Miguel de Allende, Guanajuato. Puede que haya muerto a causa del polvo y gases de la mina a la que regresó a trabajar años después.